# Dadi Dodou Gaye
Dadi Dodou Gaye (Oslo, 21 marzo 1995) è un calciatore norvegese naturalizzato gambiano, difensore del Bryne.

## Carriera

### Club
Gaye ha iniziato a giocare a calcio nell'Holmlia, compagine all'epoca militante in 3. divisjon, quarto livello del campionato norvegese. Ha esordito in prima squadra in data 9 aprile 2012, nel primo turno di qualificazione al Norgesmesterskapet 2012: è stato titolare nella vittoria casalinga per 3-0 sul Trosvik. Al termine di quella stagione, Gaye è stato tesserato dal Vålerenga, che lo ha aggregato alle proprie giovanili.
Per la stagione 2015, Gaye è stato tesserato dal Lørenskog, in 2. divisjon. Ha debuttato con la nuova casacca il 18 aprile, schierato titolare nel pareggio a reti inviolate arrivato in casa contro il Kvik Halden. Il 14 agosto dello stesso anno è passato al Follo, in 1. divisjon. Ha esordito per la nuova squadra il 16 agosto, impiegato da titolare nel 2-2 interno arrivato contro il Bærum. Il Follo è retrocesso al termine del campionato e Gaye ha firmato un nuovo contratto con il Lørenskog per la stagione 2016.
In vista del campionato 2017 si è trasferito al KFUM Oslo, sempre in 2. divisjon. Ha debuttato con la nuova squadra il 17 aprile dello stesso anno, schierato titolare nel pareggio interno per 1-1 arrivato contro il Bærum. Il 29 aprile 2017 ha trovato il primo gol, nella sconfitta casalinga per 2-4 arrivata contro l'Alta. Ha contribuito alla promozione della squadra in 1. divisjon, arrivata al termine del campionato 2018.
Il 29 agosto 2023, Gaye è stato acquistato dal Tromsø: ha firmato un contratto valido fino al 31 dicembre 2026. Il 3 settembre ha quindi debuttato in Eliteserien, sostituendo Yaw Paintsil nella vittoria casalinga per 3-1 sul Rosenborg.
Il 25 marzo 2024, Gaye è stato ceduto allo Strømsgodset con la formula del prestito, valido fino al 31 luglio seguente. Ha giocato la prima partita in squadra il 1º aprile 2024, nella sconfitta per 4-0 subita sul campo del Molde. Il 3 agosto 2024 è stato ceduto con la medesima formula al KFUM Oslo.

### Nazionale
Gaye ha esordito per il Gambia in data 12 giugno 2019, venendo schierato titolare nella vittoria in amichevole per 0-1 contro il Marocco, a Marrakech.

## Statistiche

### Presenze e reti nei club
Statistiche aggiornate al 15 novembre 2024.
| Stagione         | Club             | Campionato       | Campionato | Campionato | Coppe nazionali | Coppe nazionali | Coppe nazionali | Coppe continentali | Coppe continentali | Coppe continentali | Supercoppe | Supercoppe | Supercoppe | Totale | Totale |
| Stagione         | Club             | Comp             | Pres       | Reti       | Comp            | Pres            | Reti            | Comp               | Pres               | Reti               | Comp       | Pres       | Reti       | Pres   | Reti   |
| ---------------- | ---------------- | ---------------- | ---------- | ---------- | --------------- | --------------- | --------------- | ------------------ | ------------------ | ------------------ | ---------- | ---------- | ---------- | ------ | ------ |
| 2012             | Holmlia          | 3D               | 25         | 1          | CN              | 3               | 0               | -                  | -                  | -                  | -          | -          | -          | 28     | 1      |
| gen.-ago. 2015   | Lørenskog        | 2D               | 15         | 0          | CN              | 1               | 0               | -                  | -                  | -                  | -          | -          | -          | 16     | 0      |
| ago.-dic. 2015   | Follo            | 1D               | 4          | 0          | CN              | -               | -               | -                  | -                  | -                  | -          | -          | -          | 4      | 0      |
| 2016             | Lørenskog        | 2D               | 24         | 0          | CN              | 1               | 0               | -                  | -                  | -                  | -          | -          | -          | 25     | 0      |
| Totale Lørenskog | Totale Lørenskog | Totale Lørenskog | 39         | 0          |                 | 2               | 0               |                    | -                  | -                  |            | -          | -          | 41     | 0      |
| 2017             | KFUM Oslo        | 2D               | 26         | 1          | CN              | 3               | 0               | -                  | -                  | -                  | -          | -          | -          | 29     | 1      |
| 2018             | KFUM Oslo        | 2D               | 26+4       | 0          | CN              | 3               | 1               | -                  | -                  | -                  | -          | -          | -          | 33     | 1      |
| 2019             | KFUM Oslo        | 1D               | 29+2       | 0          | CN              | 3               | 0               | -                  | -                  | -                  | -          | -          | -          | 34     | 0      |
| 2020             | KFUM Oslo        | 1D               | 7          | 0          | -               | -               | -               | -                  | -                  | -                  | -          | -          | -          | 7      | 0      |
| 2021             | KFUM Oslo        | 1D               | 26+3       | 2+0        | CN              | 5               | 0               | -                  | -                  | -                  | -          | -          | -          | 34     | 2      |
| 2022             | KFUM Oslo        | 1D               | 21         | 2          | CN              | 2               | 0               | -                  | -                  | -                  | -          | -          | -          | 23     | 2      |
| gen.-ago. 2023   | KFUM Oslo        | 1D               | 21         | 1          | CN              | 3               | 0               | -                  | -                  | -                  | -          | -          | -          | 24     | 1      |
| ago.-dic. 2023   | Tromsø           | ES               | 2          | 0          | CN              | -               | -               | -                  | -                  | -                  | -          | -          | -          | 2      | 0      |
| mar.-lug. 2024   | Strømsgodset     | ES               | 7          | 0          | CN              | 3               | 0               | -                  | -                  | -                  | -          | -          | -          | 10     | 0      |
| ago.-dic. 2024   | KFUM Oslo        | ES               | 10         | 0          | CN              | 2               | 0               | -                  | -                  | -                  | -          | -          | -          | 12     | 0      |
| Totale KFUM Oslo | Totale KFUM Oslo | Totale KFUM Oslo | 166+9      | 6+0        |                 | 21              | 1               |                    | -                  | -                  |            | -          | -          | 196    | 7      |
| Totale           | Totale           | Totale           | 282+9      | 7+0        |                 | 29              | 1               |                    | -                  | -                  |            | -          | -          | 320    | 8      |